# 陳羽白
陳羽白（17世紀—17世紀），字曼青，福建漳州府南靖縣人，明朝、南明政治人物。

## 生平
陳羽白是崇禎六年（1633年）福建鄉試舉人，十三年（1640年）成進士，獲授廣東道監察御史巡按陝西兼任甘肅提學，奉命督理大倉餉務有功勞，獲崇禎帝賜「南天一柱」匾額，十六年（1643年）春天彈劾閹黨汪拱被廷杖而名震一時。
其後北京失陷，陳羽白接受李自成官職，很快南歸，隆武年間除授戶部山東司郎中。

## 引用
1. 1 2  錢海岳《南明史·卷四十三·列傳第十九》：（隆武）時戶部司官：……陳羽白，字曼青，南靖人。崇禎十三年進士。廣東道御史，巡按陝西兼督學。上籌牧八策，還督南倉，以劾奄汪拱杖。受李自成官，南歸，除山東司郎中。
2. ↑  乾隆《南靖縣志·卷五》：進士……崇禎十三年庚辰 魏藻德榜 張際熙 御史，有傳……舉人……崇禎六年癸酉 陸希詔榜 陳羽白 庚辰進士
3. ↑  乾隆《南靖縣志·卷六》：陳羽白，字曼青，在坊人。崇禎癸酉登鄉薦，庚辰進士，授廣東道御史，巡按陝西兼攝甘肅提學，奉差督理大倉餉務有勞績，特賜「南天一柱」匾額；癸未春劾閹黨汪拱廷杖，名震一時。